# 和気洋子
和気 洋子（わけ ようこ、1947年11月18日 - ）は、日本の経済学者。慶應義塾大学名誉教授。専門は国際経済学と環境経済学。

## 経歴
1947年に栃木県那須塩原市に生まれる。1970年に慶應義塾大学商学部を卒業後、1974年まで富士銀行国際部で勤務する。その後、慶應義塾大学大学院商学研究科に進学し、1977年の同課程修了と同時に助手として採用されている。1980年に同大学博士課程を修了し、1982年に助教授、1993年に教授に昇任している。2013年に定年退官となり、同大学名誉教授となる。2011年からトヨタ自動車の監査役を務めている。

## 人物
商家の三人兄弟の末っ子として生まれ、実家は、肥料商、運送業、倉庫業、バイオ燃料工場、タクシー、レストランなど多くの業種を手掛けた。
慶應義塾大学の最初の二年間は馬術部に所属し、その後入会したゼミナールでは唯一の女子学生であった。ゼミの恩師の「自由貿易は平和のシンボル」という言葉に感銘を受け、国際経済学の研究を志すようになった。その後就職した富士銀行では、大卒であるにもかかわらず、日常業務の大半はコピー取りやお茶くみ、レポートの収集などの単純労働で、企業の意思決定に参画できない虚しさもあり4年で退社したと語っている。教員として着任後は、白石孝とともに国際経済学の理論を研究した。助教授に昇任後、ロンドン大学で在外研究を行う機会を得るが、そこでヨーロッパの経済統合を目の当たりにし、実学的アプローチを意識するようになったと語っている。

## 著書
- （石井安憲・秋葉弘哉・清野一治・須田美矢子・セルゲイ・ブランギンスキー）『入門・国際経済学』（有斐閣、1999年）ISBN 978-4641160828
- （早見均）『地球温暖化と東アジアの国際協調―CDM事業化に向けた実証研究（慶應義塾大学産業研究所叢書）』（慶應義塾大学出版会、2004年）ISBN 978-4766410877
- （伊藤規子）『EUの公共政策』（慶應義塾大学出版会、2006年）ISBN 978-4766412604